# توماس بیرتلز
توماس بیرتلز (انگلیسی: Thomas Birtles; ۲۶ اکتبر ۱۸۸۶ – ۱۳ ژانویهٔ ۱۹۷۱) بازیکن فوتبال اهل بریتانیا بود.
از باشگاه‌هایی که در آن بازی کرده‌است می‌توان به باشگاه فوتبال پورتسموث، باشگاه فوتبال دونکستر راورز، باشگاه فوتبال راشدن و هیگهام یونایتد، باشگاه فوتبال بارنزلی، باشگاه فوتبال سوئیندون تاون، و باشگاه فوتبال نورث‌همپتون تاون اشاره کرد.